# Spirit (гурт)
Spirit — американський гурт, утворений 1967 року у Лос-Анжелесі під назвою Spirit Rebellious. До складу гурту ввійшли: Джей Фергюсон (Jay Ferguson, справжнє ім'я Джон (John), 10 травня 1947, Бербанк, Каліфорнія, США) — вокал; Джон Лок (John Locke, 25 вересня 1943, Лос-Анжелес, Каліфорнія, США) — орган, фортепіано, вокал; Ренді Каліфорнія (Randy California, справжнє прізвище Уолф (Wolfe), 20 лютого 1946, Лос-Анжелес, Каліфорнія, США) — гітара, вокал; Марк Ендіс (Mark Andes, 19 лютого 1948, Філадельфія, Пенсидьванія, США) — бас, вокал та Ед «Містер Скін» Кессіді (Ed «Mr. Skin» Cassidy, 4 травня 1931 (за іншими даними 1923), Чикаго, Іллінойс, США) — ударні.
Spirit утворили п'ять досвідчених інструменталістів. Наприклад Кессіді багато виступав з такими зірками джазу, як Джуліан «Кеннонболл» Еддерлі, Телоніуз Монк та Зут Сімс. З самого початку гурт прагнув, аби його записи вражали прихильників року та сучасного джазу, і він міг похвалитись незабутнім професійним звучанням та чудовими текстами Фергюсона. Дебютний альбом під простою назвою «Spirit» зайняв тридцять перше місце в американському чарті і протримався там понад сім місяців. Виданий через рік лонгплей «The Family That Plays Together» досяг ще більшого успіху, а сингл «І Got A Line On You» потрапив до американського Тор 30. Чергова продукція гурту, альбом «Clear Spirit», складався з інструментальної музики, автором якої був Джон Лок, до фільму режисера Жака Дені «Крамниця з манекенами».
Spirit також був гуртом, який досконало презентував себе під час концертів. Наприклад, велике враження на публіку робили, як досить великих розмірів ударні Кессіді, так і характерне звучання гітари Каліфорнії. А Фергюсон взагалі був ідолом у дівчат, і виступаючи завжди з оголеним торсом перетворився на секс-символ.
Четвертий альбом «The Twelve Dreams Of Dr. Sardonicus», визнано за найкращу роботу гурту, а особливо Фергюсона та Каліфорнії, які виявили свої нечувані композиторські можливості. Хоча позиція цього альбому на топ-аркушах була досить низькою (він навіть не ввійшов до Тор 50), однак пізніше заслужено здобув титул платівки, що найкраще продавалась у всій дискографії Spirit. У цей самий період гурт записав свій альбом «Patatoland», публікація якого була припинена, і лише набагато пізніше після акції, яку організував британський рок-журнал «Dark Star», цей лонгплей побачив світ 1981 року.
З часом почали наростати внутрішні проблеми гурту. Після відходу зі складу Фергюсона та Ендіса, які утворили формацію Jo Jo Gunne, Spirit залишив Каліфорнія. Новими членами гурту стали Ол (Al) та Крістіан Стейлі (Christian Staehely). Проте черговий альбом «Feedback», на якому домінував Лок, так і не здобув прихильників ні серед слухачів, ні серед критиків, і гурт завершив свою діяльність.
1976 року гурт зібрався знову і уклав нову угоду на запис. У його складі знову з'явились Ренді Каліфорнія та Кессіді, а новим членом Spirit став басист Леррі Найт (Larry Knight). Гурт почав регулярно концертувати і здобув велику популярність у Великій Британії та Німеччині. Однак черговий лонгплей, крім визнання його фанами, продавався дуже повільно. Тим часом Фергюсон присвятив себе сольній кар'єрі, а Марк Ендіс увійшов до складу гурту Firefall. В інтерв'ю, зроблених 1978 та 1979 роках, втративши надію на краще Каліфорнія давав зрозуміти, що гурт Spirit перестав існувати, а він сам ніде більш не зіграє разом з Кессіді. Щоправда Каліфорнія помилився, тому що 1984 року гурт повернувся в оригінальному складі з альбомом «The Thirteenth Dream», до якого ввійшли нові версії найпопулярніших хітів Spirit. Однак ця робота не викликала великої зацікавленості у слухачів, а Каліфорнія та Кессіді залишились на чолі гурту, склад якого постійно зазнавав змін.

## Дискографія
- 1968: Spirit
- 1968: The Family That Plays Together
- 1969: Clear Spirit
- 1970: The Twelve Dreams Of Foctor Sardonicus
- 1972: Freedback
- 1973: The Best Of Spirit
- 1975: Spirit Of '76
- 1975: Son Of Spirit
- 1976: Farther Along
- 1977: Future Games A Magical — Kahuana Dream
- 1977: Live (тільки у Британії)
- 1978: Spirit Live
- 1978: Made In Germany (тільки у Німеччині)
- 1981: The Adventures of Kaptain Kopter & Commander Cassidy in Potato Land
- 1984: The Thirteenth Dream (Spirit Of '84)
- 1989: Rapture In The Chambers
- 1990: Tent Of Miracles
- 1991: Chronicles
- 1991: Time Circle
- 1991: Spirit The Collection
- 1995: Spirit Live At La Paloma

### Jay Ferguson
- 1976: All Alone In The End Zone
- 1977: Thunder Island
- 1979: Real Life Ain't This Way
- 1980: Terms & Conditions
- 1982: White Noise

### Randy California
- 1973: Kaptain Kopter & The Fabolous Twirly Birds
- 1982: Euro-American
- 1985: Restless
- 1987: Shattered Dreams